# Vladimir Abramovič Ėtuš
Vladimir Abramovič Ėtuš, in russo Влади́мир Абра́мович Э́туш? (Mosca, 6 maggio 1922 – Mosca, 9 marzo 2019), è stato un attore russo, fino al 1991 sovietico.

## Filmografia parziale
- Ovod, regia di Aleksandr Fajncimmer (1955)
- Una vergine da rubare (Kavkazkaja plennica, ili Novye priključenija Šurika), regia di Leonid Gajdaj (1966)
- Soljaris, regia di Boris Nirenburg (1968)
- Ivan Vasil'evič menjaet professiju, regia di Leonid Gajdaj (1973)